# Bacon River
Bacon River är ett vattendrag i Kanada.   Det ligger i territoriet Nunavut, i den norra delen av landet, 3 400 km norr om huvudstaden Ottawa.
Trakten runt Bacon River består i huvudsak av gräsmarker. Trakten runt Bacon River är nära nog obefolkad, med mindre än två invånare per kvadratkilometer.